# دیوید ساتکلیف
دیوید ساتکلیف (به انگلیسی: David Sutcliffe) (زاده ۸ ژوئن ۱۹۶۹) بازیگر کانادایی است. از فیلم‌هایی که او در آن بازی کرده است، می‌توان به کیک، پایان خوش و روز بد در بلوک اشاره کرد.